# Yannick Perrin
Yannick Perrin, également connu sous le nom de Stan Lubrick, est un réalisateur français de films pornographiques.

## Biographie
D'abord cadreur sur des films institutionnels, il débute en 1996 dans le cinéma pornographique, en utilisant le pseudonyme de Stan Lubrick. Il signe sous ce nom environ 230 vidéos pour le compte de la société JTC, mêlant films fétichistes, parodies de comédies françaises à succès (Le Ciel, les oiseaux et ta femme) et œuvres aux titres loufoques (Titanic aux gros seins, ou Une blonde, une brune, ma bite et mon couteau).
En 2003, il signe un contrat avec la société Blue One, qui fournit notamment Canal + en cinéma pornographique et dont il devient alors l'un des principaux réalisateurs. Il change pour l'occasion de pseudonyme, en se rebaptisant Yannick Perrin (Perrin étant un hommage au nom du personnage joué par Patrick Dewaere dans l'un de ses films préférés, Coup de tête). Dirigeant des vedettes du X français de l'époque, féminines comme Ovidie, Katsuni, Nomi, Karen Lancaume, Nina Roberts, Élodie Chérie ou Tiffany Hopkins et masculines comme HPG, Sebastian Barrio, Phil Hollyday ou Tony Carrera, il privilégie le porno scénarisé « à l'ancienne » plutôt que le gonzo. Il se distingue en outre en imprimant à ses films une tonalité volontiers burlesque et en demandant à ses acteurs porno de jouer la comédie dans un registre plus étendu que d'habitude. En 2004, il réalise pour le compte de Blue One et Canal + Le Plaisir à 20 ans, un film X destiné à fêter le vingtième anniversaire de la chaîne cryptée.
Amateur de comédies populaires françaises, il signe en 2007 Le Camping des foutriquets (parodie X du Camping de Fabien Onteniente, produite par l'éditeur de Hot Vidéo), qui est au moment de sa sortie le plus gros budget du porno français. Il continue par la suite de tourner des films X, tout en déplorant la prédominance du gonzo et l'évolution du genre vers les pratiques extrêmes. Il collabore également avec d'autres réalisateurs, comme Ovidie dont il est le monteur pour le film Liberté sexuelle. Il travaille régulièrement avec Tony Carrera, avec qui il co-réalise des films au sein du label Les Compères.

## Filmographie partielle
- 2000 : Les Interdits de la gynéco
- 2001 : Ma femme est une star du X
- 2001 : La Boom
- 2001 : Dans la peau d'Ovidie
- 2001 : Le Lâcher de salopes
- 2002 : Comment reconnaître une vraie salope ?
- 2002 : Digital Sex Bamboo et Nomi
- 2002 : Le Fabuleux Destin d'Ovidie
- 2002 : Une blonde, une brune, ma bite et mon couteau
- 2002 : Opération sex élection
- 2002 : Le Ciel, les oiseaux et ta femme
- 2002 : Sexe eXpress
- 2003 : Les Acrobites
- 2003 : Baise-moi si tu veux
- 2003 : À nous les petites infirmières
- 2003 : Les Parisiennes
- 2003 : Les Secrétaires
- 2003 : Mes meilleures copines
- 2004 : La Nymphomane
- 2004 : Belles comme la vie
- 2004 : Les Ravageuses à la ferme
- 2004 : Le Plaisir à 20 ans
- 2007 : Le Camping des foutriquets
- 2008 : Les Majorettes
- 2009 : Comment épouser son patron
- 2010 : Plus sexe la vie[3]
- 2010 : Encore plus sexe la vie
- 2010 : En Nou Koke En Gwada : Allons baiser en Guadeloupe[4]
- 2011 : Plans q à la Saint-Valentin[5]
- 2014 : Les Auto-entrepreneuses (avec Tony Carrera)
- 2014 : Les Serveuses (avec Tony Carrera)
- 2016 : La Comptable (avec Tony Carrera)
- 2016 : Profs à domicile(avec Tony Carrera)
- 2016 : Moi, moche et mes salopes
- 2017 : Moi Patrick, chauffeur VTC